# Олійники (Богодухівський район)
Олі́йники —  село в Україні, у Краснокутській селищній громаді Богодухівського району Харківської області. Населення становить 27 осіб. До 2020 орган місцевого самоврядування — В'язівська сільська рада.

## Географія
Село Олійники знаходиться на лівому березі річка Ковалівка. Вище за течією примикає до села Трудолюбівка (Полтавський район), нижче за течією на відстані 1 км розташоване село Гринів Яр, на протилежному березі розташоване село Одрада.
Відстань до центру громади становить понад 42 км і проходить автошляхом місцевого значення та Т 1702.

## Історія
12 червня 2020 року, розпорядженням Кабінету Міністрів України № 725-р «Про визначення адміністративних центрів та затвердження територій територіальних громад Харківської області», увійшло до складу Краснокутської селищної громади.
19 липня 2020 року, в результаті адміністративно-територіальної реформи та ліквідації Краснокутського району, село увійшло до складу Богодухівського району.